# Liphistius panching
Liphistius panching PLATNICK & SEDGWICK, 1984 è un ragno appartenente al genere Liphistius della famiglia Liphistiidae.
Il nome del genere deriva dalla radice prefissoide greca λιπ-, lip-, abbreviazione di λιπαρός, liparòs cioè unto, grasso, e dal sostantivo greco ἰστίον, istìon, cioè telo, velo, ad indicare la struttura della tela che costruisce intorno all'apertura del cunicolo.
Il nome proprio deriva dalla località di Gua Panching, luogo principale di ritrovamento, nei pressi della città malese di Kuantan, nello Stato di Pahang.

## Caratteristiche
Ragno primitivo appartenente al sottordine Mesothelae: non possiede ghiandole velenifere, ma i suoi cheliceri possono infliggere morsi piuttosto dolorosi
Le femmine somigliano a quelle di L. tioman, nell'avere le aperture allungate sul poreplate (area dei genitali femminili interni coperta da una zona priva di pori) prominenti sul ricettacolo; se ne distinguono per la presenza di lobi anterolaterali sul poreplate stesso.
Il bodylenght (lunghezza del corpo senza le zampe), esclusi anche i cheliceri, è di 20,8 millimetri nelle femmine. Il cefalotorace è più lungo che largo, circa 10 x 8 millimetri, è di colore marrone scuro ed ha la parte anteriore della pars cephalica ancora più scura. I cheliceri distalmente di colore marrone scuro e arancioni prossimalmente, hanno 11 denti al margine anteriore delle zanne. Le zampe sono bruno olivastre scure con i femori di colore più chiaro. L'opistosoma è anch'esso più lungo che largo, circa 9,8 x 7,8 millimetri, è di colore bruno grigio, con gli sterniti arancioni e le filiere marroni. Alcuni esemplari femminili hanno due aperture nel ricettacolo mediano dell'apparato genitale completamente separate dalla parte mediana del poreplate.
Nell'ambito del genere Liphistius si distinguono due gruppi principali per la morfologia dei genitali interni femminili. Il gruppo di cui fa parte questa specie ha il ricettacolo ventrale stretto occupante una porzione sostanziale della larghezza del poreplate, proprietà condivisa con L. malayanus, L. batuensis, L. tioman e L. johore.

## Comportamento
Costruiscono cunicoli nel terreno profondi fino a 60 centimetri e tengono chiuso l'ingresso del cunicolo con una porta-trappola piuttosto rudimentale. Intorno all'apertura tessono 7-8 fili molto sottili e appiccicaticci in modo da accorgersi se qualche preda si sta avvicinando e, approfittando dei momenti in cui vi è invischiata, balzano fuori e la catturano. Vivono molti anni anche in cattività.

## Distribuzione
Rinvenuta nelle località di Gua Panching, in alcune cave a 24 km dalla città malese di Kuantan, nello Stato di Pahang.